# Džin
Džin (točnije džinn; arapski: جني jinnī), u islamu je nevidljivo duhovno biće, stvoreno iz vatre. 

## Osobine
Džini izgledaju poput ljudi, s tim da su veći, razvijeniji i brži, ali manjih intelektualnih sposobnosti. Poput ljudi, i oni jedu, piju, muškog su ili ženskog roda, sklapaju brakove, razmnožavaju se, obrazuju, s tim da ne grade građevine, niti su razvili ikakvu tehnologiju, gospodarstvo ili umjetnost. Životni vijek im je između tri i četiri tisuće godina.  
Postoji nekoliko vrsta džina:
1. džini koji mogu brzo trčati i visoko skakati
2. krilati džini koji mogu letjeti
3. džini koji mogu dugo boraviti pod vodom i duboko roniti
4. džini koji se mogu pretvoriti u životinje (najčešće crna zmija, mačka, pas ili miš).

Džini žive na krošnjama drveća, u vlažnim i slabo osvijetljenim dijelovima kuće (podrum, ostava, tavan), napuštenim građevinama, raskrsnicama, špiljama i slično. Ljudi ne mogu vidjeti džine, niti utjecati na njih, dok džini mogu i vidjeti i utjecati na ljude. Isto kao i ljudi, i džini imaju sposobnost izbora između dobra i zla, ali veći je broj onih koji su zli. I džini će biti proživljeni na Sudnjem danu, i pred Bogom će odgovarati za svoja djela.  Ljudi koji proriču sudbinu, u islamu su prozvani najvećim suradnicima zlih džina, jer sudbina pripada Alahu, a u ono što Njemu pripada ljudi ni pod koju cijenu ne bi trebali dirati. Prema predajama, ako čovjek ubije džina u životinjskom obliku, netko iz njegove porodice će umrijeti.
Džin se kao mitsko biće javlja u mitovima i legendama brojnih arapskih naroda.

## Zli džini
Iako džini mogu birati između puta dobra ili zla, daleko je veći broj zlih džina. Cilj zlih džina jeste da nanose štetu ljudima, jer je njih zaveo Iblis, odnosno Sotona, kome je to svrha postojanja. Oni uglavnom izvršavaju nad ljudima sihire, odnosno uroke. Sposobni su ući u ljudsko tijelo i uzeti kontrolu nad ljudskim razumom, nanijeti mu fizičku bole, ili donijeti bolest ili ludilo. Oni su podređeni sihirbazima, ljudima koji imaju sposobnost da ureknu nekoga, koji mogu vidjeti džine i s njima su prijatelji. Među zlim džinima postoji neka vrsta hijerarhije. Na najnižem nivou su šejtani, svi zli džini, zatim slijede ifriti daleko veći i moćniji džini od šejtana, a svima njima je gospodar Iblis, odnosno Sotona. 

## Povijestdžina
Prema islamskom učenju, džini su stvoreni od vatre. Zemlju su nastanili prije ljudi. Neko vrijeme su živjeli u miru, no ubrzo je među džinima nastupio "svjetski" rat. Podijelili su se na one koji su uz Iblisa, oca džinova, i na one koji su protiv njegove apsolutne vlasti. Sukobu se nije nazirao kraj i bilo je sve više žrtava, pa je Alah poslao brojno veću vojsku meleka da sukob smiri po kratkom postupku. Tada je mnogo džinova ubijeno, a meleci su Iblisa poveli sa sobom na nebo. Tamo je vrijeme provodio s njima, u celibatu, te je skoro postao melek, kada je Alah stvorio čovjeka, Adema. Naredio je svima da Ademu učine sedždu (da mu se naklone padajući ničice pred njim). Meleci su to odmah učinili, jer nisu sposobni protivriječiti Alahovoj volji, no Iblis je odbio to učiniti, smatrajući se boljim od Adema, jer je on stvoren od vatre, a Adem od zemlje. Alah ga je zato prokleo, pa se Iblis, otac svih džinova, pretvorio u Šejtana. Njegova je posljednja molba bila da do Sudnjega dana zavodi ljude na krivi put.

## Sulejmanovi džini
Sulejman (biblijski: Salomon) je jedan od islamskih proroka. Njemu je Alah podario sve blagodati ovozemaljskog (dunjalučkog) života. Tako je bio kralj, imao ogromnu palaču, ali i bio gospodar džina, vjetrova i ptica. Džini su mu sagradili palaču i izradili sve čime je ona bila opremljena. Sulejman je bio nevjerojatno bogat, jer je glavni zadatak džinova u njegovoj službi bio vađenje bisera iz mora. Jednom je prilikom Sulejman sazvao vijeće ptica. Sve su ptice došle, osim pupavca (ar. hudhud). On se po dolasku ispričao zbog kašnjenja, a na Sulejmanovo pitanje zašto kasni, on mu je odgovorio da je vidio jedan narod i njegovu kraljicu kako se klanjaju suncu. Bila je to Belkisa, kraljica od Sabe. Pupavac joj je kao Sulejmanov odvjetnik nekoliko puta navraćao i odvraćao je od klanjanja suncu, no uzaludno. Zato je Sulejman napisao pismo koje je počeo bismillom ("U Ime Alaha, Milostivog, Samilosnog!"), a koje je poslao putem jednog džina, te najveći biser iz svoje riznice, koga su nosila čak četiri džina. Belkisa je, kada je primila pismo i dar, odučila posjetiti Sulejmana. Kada je unišla u njegovu palaču, zadigla je haljinu, jer je mislila da je savršeno ulašteni kristalni pod ustvari voda. Sulejman se odmah zaljubio u nju, i pitao je da li će se udati za njega, ako njegovi sluge uspiju prijestolje i namjestiti ga kraj njegovog, prije no što ona trepne. Džini, sluge Sulejmanove, su naravno uspjele. 
Druga predaja govori o Sulejanovoj smrti i njegovim džinima. Naime, džini su počeli graditi novo krilo Sulejmanove palače, koje je on sam projektirao. Dok je Sulejman nadgledao radove, sustigla ga je smrt. No, umro je tako što mu se tijelo tek naslonilo na štap koji se pomagao u hodu. džini su gradili nekoliko godina, ne primijetivši da je njihov gospodar umro. Tek kada su štap toliko izjeli crvi, da se rasuo, njegovo tijelo je palo na tlo, pa su primijetili da je mrtav.